# Chung kết năm Đường lên đỉnh Olympia
Trận chung kết năm là trận đấu cuối cùng và cũng là quan trọng nhất của chương trình Đường lên đỉnh Olympia trong một năm. Trận đấu này bao gồm bốn thí sinh đã chiến thắng ở các trận thi quý trước đó.
Không giống như các trận đấu khác ở vòng ngoài, trận chung kết năm được tổ chức dưới dạng cầu truyền hình trực tiếp tại trường quay của Đài Truyền hình Việt Nam và tại các địa phương nơi có thí sinh tham dự chung kết năm đang học tập. Cấu trúc các phần thi của trận chung kết tương tự các trận đấu khác với bốn phần thi: Khởi động, Vượt chướng ngại vật, Tăng tốc, Về đích, ngoại trừ việc có thêm phần thi dành cho các cổ động viên tại các điểm cầu giữa hai phần thi Tăng tốc và Về đích. Từ năm thứ 8, các thí sinh sẽ có những người hỗ trợ trong vòng thi Tăng tốc hoặc cả hai vòng Vượt chướng ngại vật và Tăng tốc.
Hiện nay, thí sinh giành chiến thắng trận chung kết sẽ được trao vòng nguyệt quế mạ vàng và giải thưởng tiền mặt trị giá 50.000 đô la Mỹ (hơn 1,2 tỷ đồng).
Cuộc thi chung kết năm được phát sóng trực tiếp trên kênh VTV3 và các kênh truyền hình địa phương nơi thí sinh tham dự vào sáng chủ nhật ngày diễn ra trận chung kết. Do tính chất quan trọng của nó, trận chung kết năm của Olympia trở thành trận đấu được chú ý và chờ đợi nhiều nhất với số lượng người quan tâm đông đảo mỗi năm.

## Danh sách trận chung kết
Trong số 144 thí sinh tham gia mỗi năm, chỉ có 4 thí sinh chiến thắng tại 4 trận thi quý giành quyền lọt vào trận chung kết năm (ngoại trừ năm thứ 9 với 5 thí sinh cùng dự thi). Tính đến hết năm thứ 24, đã có 20 nam sinh và 4 nữ sinh vô địch. Chưa có từng trận chung kết toàn nữ nào diễn ra. Dưới đây là danh sách thí sinh tham dự các trận Chung kết năm. 
Lưu ý: 
- Tên trường của thí sinh trong danh sách được đề cập theo tên tại thời điểm diễn ra trận chung kết, không đề cập theo tên hiện tại của trường đó nếu có sự đổi tên.
- Tên tỉnh/thành trong danh sách trước năm 2025 được đề cập theo tên tại thời điểm diễn ra trận chung kết, không đề cập theo tên mới sau sáp nhập tỉnh, thành Việt Nam 2025.

| Chú giải màu sắc |
| ---------------- |
| Thí sinh vô địch |
| Thí sinh á quân  |

### Năm thứ 1
Tổ chức vào lúc 10:00 ngày 26 tháng 3 năm 2000
| Thí sinh          | Trường                         | Tỉnh/Thành phố        | Điểm |
| ----------------- | ------------------------------ | --------------------- | ---- |
| Nguyễn Thành Vinh | THPT chuyên Lam Sơn            | Thanh Hóa             | 90   |
| Trần Ngọc Minh    | THPT chuyên Nguyễn Bỉnh Khiêm  | Vĩnh Long             | 120  |
| Nguyễn Đắc Dương  | THPT chuyên Lê Hồng Phong      | Thành phố Hồ Chí Minh | 40   |
| Phan Minh Châu    | THPT chuyên Hà Nội – Amsterdam | Hà Nội                | 20   |

### Năm thứ 2
Tổ chức vào lúc 10:00 ngày 29 tháng 4 năm 2001
| Thí sinh            | Trường                        | Tỉnh/Thành phố | Điểm |
| ------------------- | ----------------------------- | -------------- | ---- |
| Lê Thiên Hạnh Trang | THPT bán công Hai Bà Trưng    | Vĩnh Phúc      | 120  |
| Đỗ Thị Hồng Nhung   | THPT chuyên Nguyễn Bỉnh Khiêm | Vĩnh Long      | 180  |
| Nguyễn Bá Tuân      | THPT Bỉm Sơn                  | Thanh Hóa      | 150  |
| Phan Mạnh Tân       | THPT Năng khiếu Hà Tĩnh       | Hà Tĩnh        | 210  |

### Năm thứ 3
Tổ chức vào lúc 09:00 ngày 9 tháng 6 năm 2002
| Thí sinh          | Trường                        | Tỉnh/Thành phố | Điểm |
| ----------------- | ----------------------------- | -------------- | ---- |
| Nguyễn Hải Phong  | THPT chuyên Lương Thế Vinh    | Đồng Nai       | 140  |
| Lê Đức Tín        | THPT chuyên Hùng Vương        | Bình Dương     | 20   |
| Lương Phương Thảo | THPT chuyên Nguyễn Bỉnh Khiêm | Vĩnh Long      | 200  |
| Mai Thanh Tiếp    | THPT Bỉm Sơn                  | Thanh Hóa      | 100  |

### Năm thứ 4
Tổ chức vào lúc 09:00 ngày 13 tháng 7 năm 2003
| Thí sinh         | Trường                                         | Tỉnh/Thành phố        | Điểm |
| ---------------- | ---------------------------------------------- | --------------------- | ---- |
| Võ Văn Dũng      | THPT chuyên Lê Quý Đôn                         | Đà Nẵng               | 120  |
| Nguyễn Văn Quý   | THPT Ba Đình                                   | Thanh Hóa             | 40   |
| Trần Thu Phương  | THPT chuyên Ngoại ngữ, Đại học Quốc gia Hà Nội | Hà Nội                | 60   |
| Trương Quang Huy | THPT chuyên Lê Hồng Phong                      | Thành phố Hồ Chí Minh | 60   |

### Năm thứ 5
Tổ chức vào lúc 09:00 ngày 22 tháng 8 năm 2004
| Thí sinh               | Trường                     | Tỉnh/Thành phố        | Điểm |
| ---------------------- | -------------------------- | --------------------- | ---- |
| Nguyễn Trung Dũng      | THPT Chu Văn An            | Thái Nguyên           | 140  |
| Nguyễn Nguyễn Thái Bảo | THPT chuyên Quốc Học – Huế | Thừa Thiên Huế        | 210  |
| Đỗ Lâm Hoàng           | THPT Gò Vấp                | Thành phố Hồ Chí Minh | 220  |
| Nguyễn Thị Ngọc Thơ    | THPT chuyên Kon Tum        | Kon Tum               | 200  |

### Năm thứ 6
Tổ chức vào lúc 09:00 ngày 2 tháng 10 năm 2005
| Thí sinh        | Trường                  | Tỉnh/Thành phố | Điểm |
| --------------- | ----------------------- | -------------- | ---- |
| Lê Vũ Hoàng     | THPT Số 1 Bố Trạch      | Quảng Bình     | 170  |
| Dương Phú Thái  | THPT Xuân Hòa           | Vĩnh Phúc      | 110  |
| Thân Nguyên Hậu | THPT chuyên Lý Tự Trọng | Cần Thơ        | 60   |
| Nguyễn Hồng Đức | THPT Nhân Chính         | Hà Nội         | 100  |

### Năm thứ 7
Tổ chức vào lúc 10:00 ngày 1 tháng 4 năm 2007
| Thí sinh         | Trường               | Tỉnh/Thành phố | Điểm |
| ---------------- | -------------------- | -------------- | ---- |
| Trần Việt Phú    | THPT Kim Sơn B       | Ninh Bình      | 80   |
| Lê Viết Hà       | THPT chuyên Lê Khiết | Quảng Ngãi     | 210  |
| Nguyễn Đức Giang | THPT Nhị Chiểu       | Hải Dương      | 120  |
| Trần Thị Thu Hà  | THPT Nguyễn Xuân Ôn  | Nghệ An        | 50   |

### Năm thứ 8
Tổ chức vào lúc 09:00 ngày 27 tháng 4 năm 2008
| Thí sinh        | Trường                     | Tỉnh/Thành phố | Điểm |
| --------------- | -------------------------- | -------------- | ---- |
| Lê Trung Hiếu   | THPT chuyên Trần Phú       | Hải Phòng      | 155  |
| Huỳnh Anh Vũ    | THPT Tăng Bạt Hổ           | Bình Định      | 325  |
| Nguyễn Lê Duy   | THPT chuyên Nguyễn Huệ     | Hà Tây         | 250  |
| Nguyễn Mạnh Tấn | THPT chuyên Quốc Học – Huế | Thừa Thiên Huế | 205  |

### Năm thứ 9
Tổ chức vào lúc 09:20 ngày 17 tháng 5 năm 2009
Do sai sót của ban tổ chức tại trận thi quý 3, Hồ Ngọc Hân và Bạch Đình Thắng được công nhận là đồng giải nhất quý 3 và cùng được tham dự trận chung kết năm.
| Thí sinh             | Trường                                                       | Tỉnh/Thành phố        | Điểm |
| -------------------- | ------------------------------------------------------------ | --------------------- | ---- |
| Bùi Tứ Quý           | Phổ thông Năng khiếu, Đại học Quốc gia Thành phố Hồ Chí Minh | Thành phố Hồ Chí Minh | 175  |
| Nguyễn Thị Thu Trang | THPT Bảo Lộc                                                 | Lâm Đồng              | 190  |
| Hồ Ngọc Hân          | THPT chuyên Quốc Học – Huế                                   | Thừa Thiên Huế        | 245  |
| Đào Thị Hương        | THPT Bỉm Sơn                                                 | Thanh Hóa             | 105  |
| Bạch Đình Thắng      | THPT chuyên Nguyễn Huệ                                       | Hà Nội                | 35   |

### Năm thứ 10
Tổ chức vào lúc 10:00 ngày 13 tháng 6 năm 2010
| Thí sinh         | Trường                         | Tỉnh/Thành phố | Điểm |
| ---------------- | ------------------------------ | -------------- | ---- |
| Nguyễn Hữu Phước | THPT chuyên Quang Trung        | Bình Phước     | 150  |
| Đỗ Đức Hiếu      | THPT Lê Lợi                    | Thanh Hóa      | 250  |
| Phan Minh Đức    | THPT chuyên Hà Nội – Amsterdam | Hà Nội         | 295  |
| Giang Thanh Tùng | THPT Sầm Sơn                   | Thanh Hóa      | 105  |

### Năm thứ 11
Tổ chức vào lúc 09:00 ngày 19 tháng 6 năm 2011
| Thí sinh           | Trường                     | Tỉnh/Thành phố | Điểm |
| ------------------ | -------------------------- | -------------- | ---- |
| Thái Ngọc Huy      | THPT chuyên Quốc Học – Huế | Thừa Thiên Huế | 215  |
| Lê Bảo Lộc         | THPT chuyên Lê Quý Đôn     | Ninh Thuận     | 120  |
| Phạm Thị Ngọc Oanh | THPT Tiên Lãng             | Hải Phòng      | 230  |
| Vũ Bạch Nhật       | THPT Đông Thành            | Quảng Ninh     | 165  |

### Năm thứ 12
Tổ chức vào lúc 09:00 ngày 24 tháng 6 năm 2012
| Thí sinh          | Trường                                                       | Tỉnh/Thành phố        | Điểm |
| ----------------- | ------------------------------------------------------------ | --------------------- | ---- |
| Nguyễn Ngọc Khánh | THPT chuyên Nguyễn Tất Thành                                 | Kon Tum               | 200  |
| Thân Ngọc Tĩnh    | Phổ thông Năng khiếu, Đại học Quốc gia Thành phố Hồ Chí Minh | Thành phố Hồ Chí Minh | 230  |
| Trần Lê Phương    | THPT chuyên Nguyễn Bỉnh Khiêm                                | Quảng Nam             | 140  |
| Đặng Thái Hoàng   | THPT Hòn Gai                                                 | Quảng Ninh            | 250  |

### Năm thứ 13
Tổ chức vào lúc 09:30 ngày 30 tháng 6 năm 2013
| Thí sinh              | Trường                                                       | Tỉnh/Thành phố        | Điểm |
| --------------------- | ------------------------------------------------------------ | --------------------- | ---- |
| Đào Nguyễn Thạnh Hưng | Phổ thông Năng khiếu, Đại học Quốc gia Thành phố Hồ Chí Minh | Thành phố Hồ Chí Minh | 185  |
| Vũ Hoàng Sơn          | THPT chuyên Khoa học Tự nhiên, Đại học Quốc gia Hà Nội       | Hà Nội                | 100  |
| Nguyễn Văn Nam        | THPT Phan Đăng Lưu                                           | Nghệ An               | 85   |
| Hoàng Thế Anh         | THPT chuyên Bắc Giang                                        | Bắc Giang             | 285  |

### Năm thứ 14
Tổ chức vào lúc 09:30 ngày 3 tháng 8 năm 2014
| Thí sinh          | Trường                                                       | Tỉnh/Thành phố        | Điểm |
| ----------------- | ------------------------------------------------------------ | --------------------- | ---- |
| Nguyễn Ngọc Anh   | THPT Cầu Xe                                                  | Hải Dương             | 140  |
| Vũ Tiến Đạt       | THPT chuyên Lê Quý Đôn                                       | Điện Biên             | 90   |
| Nguyễn Trọng Nhân | THPT chuyên Tiền Giang                                       | Tiền Giang            | 260  |
| Nguyễn Hoàng Bách | Phổ thông Năng khiếu, Đại học Quốc gia Thành phố Hồ Chí Minh | Thành phố Hồ Chí Minh | 240  |

### Năm thứ 15
Tổ chức vào lúc 09:30 ngày 16 tháng 8 năm 2015
| Thí sinh              | Trường                                                       | Tỉnh/Thành phố        | Điểm |
| --------------------- | ------------------------------------------------------------ | --------------------- | ---- |
| Nguyễn Huy Hoàng      | Phổ thông Năng khiếu, Đại học Quốc gia Thành phố Hồ Chí Minh | Thành phố Hồ Chí Minh | 150  |
| Văn Viết Đức          | THPT Thị xã Quảng Trị                                        | Quảng Trị             | 250  |
| Nguyễn Cao Ngọc Vũ    | THPT Kim Sơn A                                               | Ninh Bình             | 150  |
| Huỳnh Anh Nhật Trường | THPT chuyên Trần Hưng Đạo                                    | Bình Thuận            | 200  |

### Năm thứ 16
Tổ chức vào lúc 08:30 ngày 21 tháng 8 năm 2016
| Thí sinh            | Trường                         | Tỉnh/Thành phố | Điểm |
| ------------------- | ------------------------------ | -------------- | ---- |
| Lâm Vũ Tuấn         | THPT chuyên Lê Hồng Phong      | Nam Định       | 255  |
| Hồ Đắc Thanh Chương | THPT chuyên Quốc Học – Huế     | Thừa Thiên Huế | 340  |
| Phan Tiến Tùng      | THPT chuyên Nguyễn Du          | Đắk Lắk        | 140  |
| Lê Duy Bách         | THPT chuyên Hà Nội – Amsterdam | Hà Nội         | 160  |

### Năm thứ 17
Tổ chức vào lúc 08:30 ngày 27 tháng 8 năm 2017
| Thí sinh            | Trường                         | Tỉnh/Thành phố | Điểm |
| ------------------- | ------------------------------ | -------------- | ---- |
| Phan Đăng Nhật Minh | THPT Hải Lăng                  | Quảng Trị      | 300  |
| Hà Việt Hoàng       | THPT Sóc Sơn                   | Hà Nội         | 235  |
| Phạm Thọ Quốc Long  | THPT chuyên Trần Hưng Đạo      | Bình Thuận     | 80   |
| Phạm Huy Hoàng      | THPT chuyên Hà Nội – Amsterdam | Hà Nội         | 240  |

### Năm thứ 18
Tổ chức vào lúc 08:30 ngày 2 tháng 9 năm 2018
| Thí sinh              | Trường                | Tỉnh/Thành phố        | Điểm |
| --------------------- | --------------------- | --------------------- | ---- |
| Lê Thanh Tân Nhật     | THPT Thị xã Quảng Trị | Quảng Trị             | 120  |
| Nguyễn Hữu Quang Nhật | THPT Phan Châu Trinh  | Đà Nẵng               | 115  |
| Chu Quang Trường      | THPT Nguyễn Chí Thanh | Thành phố Hồ Chí Minh | 100  |
| Nguyễn Hoàng Cường    | THPT Hòn Gai          | Quảng Ninh            | 240  |

### Năm thứ 19
Tổ chức vào lúc 08:00 ngày 15 tháng 9 năm 2019
| Tên thí sinh    | Trường                    | Tỉnh/Thành phố | Điểm |
| --------------- | ------------------------- | -------------- | ---- |
| Nguyễn Bá Vinh  | THPT chuyên Lý Tự Trọng   | Cần Thơ        | 120  |
| Đoàn Nam Thắng  | THPT chuyên Nguyễn Du     | Đắk Lắk        | 200  |
| Nguyễn Hải Đăng | THPT chuyên Lê Quý Đôn    | Khánh Hòa      | 210  |
| Trần Thế Trung  | THPT chuyên Phan Bội Châu | Nghệ An        | 245  |

### Năm thứ 20
Tổ chức vào lúc 08:00 ngày 20 tháng 9 năm 2020
| Thí sinh            | Trường                             | Tỉnh/Thành phố | Điểm |
| ------------------- | ---------------------------------- | -------------- | ---- |
| Văn Ngọc Tuấn Kiệt  | THPT Thị xã Quảng Trị              | Quảng Trị      | 85   |
| Vũ Quốc Anh         | THPT Ngô Gia Tự                    | Đắk Lắk        | 165  |
| Nguyễn Thị Thu Hằng | THPT Kim Sơn A                     | Ninh Bình      | 235  |
| Lưu Đào Dũng Trí    | THPT chuyên Đại học Sư phạm Hà Nội | Hà Nội         | 130  |

### Năm thứ 21
Tổ chức vào lúc 08:30 ngày 14 tháng 11 năm 2021
| Thí sinh            | Trường                                                 | Tỉnh/Thành phố | Điểm |
| ------------------- | ------------------------------------------------------ | -------------- | ---- |
| Nguyễn Thiện Hải An | THPT chuyên Khoa học Tự nhiên, Đại học Quốc gia Hà Nội | Hà Nội         | 240  |
| Nguyễn Hoàng Khánh  | THPT Bạch Đằng                                         | Quảng Ninh     | 315  |
| Nguyễn Việt Thái    | THPT chuyên Ngoại ngữ, Đại học Quốc gia Hà Nội         | Hà Nội         | 155  |
| Nguyễn Đình Duy Anh | THPT chuyên Phan Bội Châu                              | Nghệ An        | 60   |

### Năm thứ 22
Tổ chức vào lúc 08:30 ngày 2 tháng 10 năm 2022
| Thí sinh          | Trường                         | Tỉnh/Thành phố | Điểm |
| ----------------- | ------------------------------ | -------------- | ---- |
| Vũ Bùi Đình Tùng  | THPT chuyên Trần Phú           | Hải Phòng      | 35   |
| Vũ Nguyên Sơn     | THPT chuyên Hà Nội – Amsterdam | Hà Nội         | 155  |
| Đặng Lê Nguyên Vũ | THPT Bắc Duyên Hà              | Thái Bình      | 205  |
| Bùi Anh Đức       | THPT chuyên Sơn La             | Sơn La         | 120  |

### Năm thứ 23
Tổ chức vào lúc 08:30 ngày 8 tháng 10 năm 2023
| Thí sinh           | Trường                     | Tỉnh/Thành phố | Điểm |
| ------------------ | -------------------------- | -------------- | ---- |
| Nguyễn Trọng Thành | THPT chuyên Trần Phú       | Hải Phòng      | 200  |
| Nguyễn Minh Triết  | THPT chuyên Quốc Học – Huế | Thừa Thiên Huế | 90   |
| Nguyễn Việt Thành  | THPT Sóc Sơn               | Hà Nội         | 95   |
| Lê Xuân Mạnh       | THPT Hàm Rồng              | Thanh Hóa      | 220  |

### Năm thứ 24
Tổ chức vào lúc 08:30 ngày 13 tháng 10 năm 2024
| Thí sinh              | Trường                             | Tỉnh/Thành phố | Điểm |
| --------------------- | ---------------------------------- | -------------- | ---- |
| Nguyễn Nguyên Phú     | THPT chuyên Đại học Sư phạm Hà Nội | Hà Nội         | 215  |
| Nguyễn Quốc Nhật Minh | THPT chuyên Hùng Vương             | Gia Lai        | 85   |
| Võ Quang Phú Đức      | THPT chuyên Quốc Học – Huế         | Thừa Thiên Huế | 220  |
| Trần Trung Kiên       | THPT Lê Hồng Phong                 | Phú Yên        | 145  |

### Năm thứ 25
Dự kiến tổ chức vào ngày 26 tháng 10 năm 2025
| Thí sinh          | Trường                                             | Tỉnh/Thành phố | Điểm |
| ----------------- | -------------------------------------------------- | -------------- | ---- |
| Lê Quang Duy Khoa | THPT chuyên Quốc Học – Huế                         | Huế            |      |
| Nguyễn Nhựt Lam   | THPT Cái Bè                                        | Đồng Tháp      |      |
| Đoàn Thanh Tùng   | THPT chuyên Lê Quý Đôn – Nam Nha Trang – Khánh Hòa | Khánh Hòa      |      |
|                   |                                                    |                |      |

## Thống kê

### Tham dự chung kết năm theo trường
Tính đến năm 2024, đã có tất cả 62 trường trung học phổ thông trên toàn quốc có thí sinh tham dự trận chung kết năm, trong đó 20 trường có thí sinh vô địch, 21 trường có thí sinh giành ngôi á quân và 38 trường có thí sinh giành hạng ba. Có 20 trường có nhiều hơn một thí sinh tham dự trận chung kết, và 3 trường có nhiều hơn một thí sinh vô địch là THPT chuyên Quốc Học – Huế (Huế), THPT chuyên Nguyễn Bỉnh Khiêm (Vĩnh Long) và THPT Hòn Gai (Quảng Ninh).
| Hạng | Trường                             | Tỉnh/Thành phố | # | Vô địch              | Á quân               | Hạng ba              |
| ---- | ---------------------------------- | -------------- | - | -------------------- | -------------------- | -------------------- |
| 1    | THPT chuyên Quốc Học – Huế         | Huế            | 8 | 3 (2009, 2016, 2024) | 2 (2004, 2011)       | 2 (2008, 2023)       |
| 2    | THPT chuyên Nguyễn Bỉnh Khiêm      | Vĩnh Long      | 3 | 2 (2000, 2002)       | 1 (2001)             |                      |
| 3    | THPT Hòn Gai                       | Quảng Ninh     | 2 | 2 (2012, 2018)       |                      |                      |
| 4    | THPT chuyên Hà Nội – Amsterdam     | Hà Nội         | 5 | 1 (2010)             | 2 (2017, 2022)       | 2 (2000, 2016)       |
| 5    | THPT Thị xã Quảng Trị              | Quảng Trị      | 3 | 1 (2015)             | 1 (2018)             | 1 (2020)             |
| 6    | THPT Kim Sơn A                     | Ninh Bình      | 2 | 1 (2020)             |                      | 1 (2015)             |
| 6    | THPT chuyên Phan Bội Châu          | Nghệ An        | 2 | 1 (2019)             |                      | 1 (2021)             |
| 8    | THPT chuyên Hà Tĩnh                | Hà Tĩnh        | 1 | 1 (2001)             |                      |                      |
| 8    | THPT chuyên Lê Quý Đôn             | Đà Nẵng        | 1 | 1 (2003)             |                      |                      |
| 8    | THPT Gò Vấp                        | TP.HCM         | 1 | 1 (2004)             |                      |                      |
| 8    | THPT Lê Quý Đôn                    | Quảng Bình     | 1 | 1 (2005)             |                      |                      |
| 8    | THPT chuyên Lê Khiết               | Quảng Ngãi     | 1 | 1 (2007)             |                      |                      |
| 8    | THPT Tăng Bạt Hổ                   | Bình Định      | 1 | 1 (2008)             |                      |                      |
| 8    | THPT Tiên Lãng                     | Hải Phòng      | 1 | 1 (2011)             |                      |                      |
| 8    | THPT chuyên Bắc Giang              | Bắc Giang      | 1 | 1 (2013)             |                      |                      |
| 8    | THPT chuyên Tiền Giang             | Tiền Giang     | 1 | 1 (2014)             |                      |                      |
| 8    | THPT Hải Lăng                      | Quảng Trị      | 1 | 1 (2017)             |                      |                      |
| 8    | THPT Bạch Đằng                     | Quảng Ninh     | 1 | 1 (2021)             |                      |                      |
| 8    | THPT Bắc Duyên Hà                  | Thái Bình      | 1 | 1 (2022)             |                      |                      |
| 8    | THPT Hàm Rồng                      | Thanh Hóa      | 1 | 1 (2023)             |                      |                      |
| 21   | Phổ thông Năng khiếu, ĐHQG TP.HCM  | TP.HCM         | 5 |                      | 3 (2012, 2013, 2014) | 2 (2009, 2015)       |
| 22   | THPT chuyên Trần Phú               | Hải Phòng      | 3 |                      | 1 (2023)             | 2 (2008, 2022)       |
| 23   | THPT chuyên Lê Hồng Phong          | TP.HCM         | 2 |                      | 1 (2003)             | 1 (2000)             |
| 23   | THPT chuyên Ngoại ngữ, ĐHQG Hà Nội | Hà Nội         | 2 |                      | 1 (2003)             | 1 (2021)             |
| 23   | THPT chuyên Nguyễn Huệ             | Hà Nội         | 2 |                      | 1 (2008)             | 1 (2009)             |
| 23   | THPT chuyên Trần Hưng Đạo          | Bình Thuận     | 2 |                      | 1 (2015)             | 1 (2017)             |
| 23   | THPT chuyên KHTN, ĐHQG Hà Nội      | Hà Nội         | 2 |                      | 1 (2021)             | 1 (2013)             |
| 23   | THPT chuyên, ĐHSP Hà Nội           | Hà Nội         | 2 |                      | 1 (2024)             | 1 (2020)             |
| 29   | THPT chuyên Lam Sơn                | Thanh Hóa      | 1 |                      | 1 (2000)             |                      |
| 29   | THPT chuyên Lương Thế Vinh         | Đồng Nai       | 1 |                      | 1 (2002)             |                      |
| 29   | THPT Xuân Hoà                      | Vĩnh Phúc      | 1 |                      | 1 (2005)             |                      |
| 29   | THPT Nhị Chiểu                     | Hải Dương      | 1 |                      | 1 (2007)             |                      |
| 29   | THPT Bảo Lộc                       | Lâm Đồng       | 1 |                      | 1 (2009)             |                      |
| 29   | THPT Lê Lợi                        | Thanh Hóa      | 1 |                      | 1 (2010)             |                      |
| 29   | THPT chuyên Lê Hồng Phong          | Nam Định       | 1 |                      | 1 (2016)             |                      |
| 29   | THPT chuyên Lê Quý Đôn             | Khánh Hòa      | 2 |                      | 1 (2019)             |                      |
| 29   | THPT Ngô Gia Tự                    | Đắk Lắk        | 1 |                      | 1 (2020)             |                      |
| 38   | THPT Bỉm Sơn                       | Thanh Hóa      | 3 |                      |                      | 3 (2001, 2002, 2009) |
| 39   | THPT chuyên Nguyễn Tất Thành       | Kon Tum        | 2 |                      |                      | 2 (2004, 2012)       |
| 39   | THPT chuyên Lý Tự Trọng            | Cần Thơ        | 2 |                      |                      | 2 (2005, 2019)       |
| 39   | THPT chuyên Nguyễn Du              | Đắk Lắk        | 2 |                      |                      | 2 (2016, 2019)       |
| 39   | THPT Sóc Sơn                       | Hà Nội         | 2 |                      |                      | 2 (2017, 2023)       |
| 43   | THCS & THPT Hai Bà Trưng           | Vĩnh Phúc      | 1 |                      |                      | 1 (2001)             |
| 43   | THPT chuyên Hùng Vương             | Bình Dương     | 1 |                      |                      | 1 (2002)             |
| 43   | THPT Ba Đình                       | Thanh Hóa      | 1 |                      |                      | 1 (2003)             |
| 43   | THPT Chu Văn An                    | Thái Nguyên    | 1 |                      |                      | 1 (2004)             |
| 43   | THPT Nhân Chính                    | Hà Nội         | 1 |                      |                      | 1 (2005)             |
| 43   | THPT Nguyễn Xuân Ôn                | Nghệ An        | 1 |                      |                      | 1 (2007)             |
| 43   | THPT Kim Sơn B                     | Ninh Bình      | 1 |                      |                      | 1 (2007)             |
| 43   | THPT chuyên Quang Trung            | Bình Phước     | 1 |                      |                      | 1 (2010)             |
| 43   | THPT Sầm Sơn                       | Thanh Hóa      | 1 |                      |                      | 1 (2010)             |
| 43   | THPT chuyên Lê Quý Đôn             | Ninh Thuận     | 1 |                      |                      | 1 (2011)             |
| 43   | THPT Đông Thành                    | Quảng Ninh     | 1 |                      |                      | 1 (2011)             |
| 43   | THPT chuyên Nguyễn Bỉnh Khiêm      | Quảng Nam      | 1 |                      |                      | 1 (2012)             |
| 43   | THPT Phan Đăng Lưu                 | Nghệ An        | 1 |                      |                      | 1 (2013)             |
| 43   | THPT Cầu Xe                        | Hải Dương      | 1 |                      |                      | 1 (2014)             |
| 43   | THPT chuyên Lê Quý Đôn             | Điện Biên      | 1 |                      |                      | 1 (2014)             |
| 43   | THPT Phan Châu Trinh               | Đà Nẵng        | 1 |                      |                      | 1 (2018)             |
| 43   | THPT Nguyễn Chí Thanh              | TP.HCM         | 1 |                      |                      | 1 (2018)             |
| 43   | THPT chuyên Sơn La                 | Sơn La         | 1 |                      |                      | 1 (2022)             |
| 43   | THPT Lê Hồng Phong                 | Phú Yên        | 1 |                      |                      | 1 (2024)             |
| 43   | THPT chuyên Hùng Vương             | Gia Lai        | 1 |                      |                      | 1 (2024)             |
| CXĐ  | THPT Cái Bè                        | Tiền Giang     | 1 |                      |                      |                      |

1. ↑  Nguyên là trường THPT Năng khiếu Hà Tĩnh.
2. ↑  Nguyên là trường THPT số 1 Bố Trạch.
3. ↑  Nguyên là trường THPT Năng khiếu Trần Phú.
4. ↑  Nguyên là trường THPT chuyên Kon Tum.
5. ↑  Nguyên là trường THPT Bán công Hai Bà Trưng.

### Tham dự chung kết năm theo địa phương
Tính đến năm 2024, đã có 37 tỉnh, thành phố có thí sinh tham dự trận chung kết năm, trong đó Hà Nội là địa phương có nhiều thí sinh lọt vào chung kết năm nhất với 16 thí sinh.
| Hạng | Tỉnh/Thành phố        | Số thí sinh                                                                             |
| ---- | --------------------- | --------------------------------------------------------------------------------------- |
| 1    | Hà Nội                | 16 (2000, 2003, 2005, 2008, 2009, 2010, 2013, 2016, 2017, 2020, 2021, 2022, 2023, 2024) |
| 2    | Thành phố Hồ Chí Minh | 9 (2000, 2003, 2004, 2009, 2012, 2013, 2014, 2015, 2018)                                |
| 3    | Thanh Hóa             | 8 (2000, 2001, 2002, 2003, 2009, 2010, 2023)                                            |
| 4    | Thừa Thiên Huế        | 8 (2004, 2008, 2009, 2011, 2016, 2023, 2024, 2025)                                      |
| 5    | Nghệ An               | 4 (2007, 2013, 2019, 2021)                                                              |
| 5    | Quảng Ninh            | 4 (2011, 2012, 2018, 2021)                                                              |
| 5    | Quảng Trị             | 4 (2015, 2017, 2018, 2020)                                                              |
| 5    | Hải Phòng             | 4 (2008, 2011, 2022, 2023)                                                              |
| 6    | Đắk Lắk               | 3 (2016, 2019, 2020)                                                                    |
| 6    | Ninh Bình             | 3 (2007, 2015, 2020)                                                                    |
| 6    | Vĩnh Long             | 3 (2000, 2001, 2002)                                                                    |
| 8    | Bình Thuận            | 2 (2015, 2017)                                                                          |
| 8    | Cần Thơ               | 2 (2005, 2019)                                                                          |
| 8    | Đà Nẵng               | 2 (2003, 2018)                                                                          |
| 8    | Hải Dương             | 2 (2007, 2014)                                                                          |
| 8    | Khánh Hòa             | 2 (2019, 2025)                                                                          |
| 8    | Kon Tum               | 2 (2004, 2012)                                                                          |
| 8    | Vĩnh Phúc             | 2 (2001, 2005)                                                                          |
| 8    | Tiền Giang            | 2 (2014, 2025)                                                                          |
| 8    | Bắc Giang             | 1 (2013)                                                                                |
| 8    | Bình Định             | 1 (2008)                                                                                |
| 8    | Bình Dương            | 1 (2002)                                                                                |
| 8    | Bình Phước            | 1 (2010)                                                                                |
| 8    | Điện Biên             | 1 (2014)                                                                                |
| 8    | Đồng Nai              | 1 (2002)                                                                                |
| 8    | Gia Lai               | 1 (2024)                                                                                |
| 8    | Hà Tĩnh               | 1 (2001)                                                                                |
| 8    | Lâm Đồng              | 1 (2009)                                                                                |
| 8    | Nam Định              | 1 (2016)                                                                                |
| 8    | Ninh Thuận            | 1 (2011)                                                                                |
| 8    | Phú Yên               | 1 (2024)                                                                                |
| 8    | Quảng Bình            | 1 (2005)                                                                                |
| 8    | Quảng Nam             | 1 (2012)                                                                                |
| 8    | Quảng Ngãi            | 1 (2007)                                                                                |
| 8    | Sơn La                | 1 (2022)                                                                                |
| 8    | Thái Bình             | 1 (2022)                                                                                |
| 8    | Thái Nguyên           | 1 (2004)                                                                                |

## Dẫn chương trình tại các điểm cầu
Bên cạnh những người dẫn chương trình chính tại trường quay (là những người đã gắn bó xuyên suốt trong một năm diễn ra cuộc thi), tại mỗi điểm cầu trong trận chung kết còn có sự góp mặt của một người dẫn chương trình đại diện cho điểm cầu đó. Dưới đây là tất cả những người dẫn chương trình đã tham gia trong trận chung kết năm với vai trò MC tại điểm cầu, cùng với điểm cầu tương ứng mà họ dẫn dắt.
| Năm | Người dẫn chương trình                   | Điểm cầu                                                                            |
| --- | ---------------------------------------- | ----------------------------------------------------------------------------------- |
| 1   | Trịnh Bảo Vân                            | Trường THPT chuyên Hà Nội – Amsterdam                                               |
| 1   | Võ Thuận Sơn                             | Trường THPT chuyên Lê Hồng Phong, TP.HCM                                            |
| 1   | Lưu Minh Vũ                              | Trường THPT chuyên Nguyễn Bỉnh Khiêm, Vĩnh Long                                     |
| 1   | Hoa Thanh Tùng                           | Nhà hát Lam Sơn, Thanh Hóa                                                          |
| 2   | Không tổ chức cầu truyền hình            | Không tổ chức cầu truyền hình                                                       |
| 3   | Đỗ Hồng Cư                               | Công viên 30 tháng 4, TP.HCM (chung cho 3 điểm cầu Vĩnh Long, Bình Dương, Đồng Nai) |
| 4   | Võ Thuận Sơn                             | Trường THPT chuyên Lê Quý Đôn, Đà Nẵng                                              |
| 4   | Đỗ Bạch Dương                            | Trường THPT chuyên Lê Hồng Phong, TP.HCM                                            |
| 4   | Hoa Thanh Tùng                           | Trường THPT Ba Đình – Nga Sơn, Thanh Hóa                                            |
| 4   | Vũ Thanh Hường                           | Trường THPT chuyên Ngoại ngữ, Đại học Quốc gia Hà Nội                               |
| 5   | Vũ Thanh Hường                           | Trường THPT Chu Văn An, Thái Nguyên                                                 |
| 5   | Trịnh Long Vũ                            | Trường THPT Gò Vấp, TP.HCM                                                          |
| 5   | Nguyễn Tùng Chi                          | Trường THPT chuyên Kon Tum                                                          |
| 5   | Trịnh Bảo Vân                            | Trường THPT chuyên Quốc Học Huế, Thừa Thiên Huế                                     |
| 6   | Võ Thuận Sơn                             | Trường THPT Số 1 Bố Trạch, Quảng Bình                                               |
| 6   | Vũ Thanh Hường                           | Trường THPT Xuân Hòa, Vĩnh Phúc                                                     |
| 6   | Trần Quang Minh                          | Trường THPT chuyên Lý Tự Trọng, Cần Thơ                                             |
| 6   | Lại Bắc Hải Đăng                         | Trường THPT Nhân Chính, Hà Nội                                                      |
| 7   | Phan Quỳnh Trang                         | Trường THPT Kim Sơn B, Ninh Bình                                                    |
| 7   | Dương Hồng Phúc                          | Trường THPT chuyên Lê Khiết, Quảng Ngãi                                             |
| 7   | Nguyễn Hoàng Linh                        | Trường THPT Nhị Chiểu, Hải Dương                                                    |
| 7   | Nguyễn Diệp Chi                          | Trường THPT Nguyễn Xuân Ôn, Nghệ An                                                 |
| 8   | Nguyễn Khắc Cường                        | Trường THPT Tăng Bạt Hổ, Bình Định                                                  |
| 8   | Nguyễn Diệp Chi                          | Trường THPT chuyên Quốc Học Huế, Thừa Thiên Huế                                     |
| 8   | Nguyễn Hữu Việt Khuê                     | Trường THPT chuyên Nguyễn Huệ, Hà Nội                                               |
| 8   | Phan Quỳnh Trang                         | Trường THPT Năng khiếu Trần Phú, Hải Phòng                                          |
| 9   | Nguyễn Diệp Chi                          | Trường Phổ thông Năng khiếu, Đại học Quốc gia TP.HCM                                |
| 9   | Nguyễn Hữu Việt Khuê                     | Trường THPT chuyên Quốc Học Huế, Thừa Thiên Huế                                     |
| 9   | Nguyễn Khắc Cường                        | Trường THPT Bỉm Sơn, Thanh Hóa                                                      |
| 9   | Nguyễn Hoàng Linh                        | Trường THPT chuyên Nguyễn Huệ, Hà Nội                                               |
| 9   | Phan Quỳnh Trang                         | Trường THPT Bảo Lộc, Lâm Đồng                                                       |
| 10  | Dương Hồng Phúc                          | Trường THPT chuyên Quang Trung, Bình Phước                                          |
| 10  | Nguyễn Hữu Việt Khuê                     | Trường THPT chuyên Hà Nội – Amsterdam                                               |
| 10  | Nguyễn Hồng Nhung                        | Trường THPT Sầm Sơn, Thanh Hóa                                                      |
| 10  | Vũ Thu Trang                             | Trường THPT Lê Lợi, Thanh Hóa                                                       |
| 11  | Nguyễn Thanh Vân                         | Trường THPT chuyên Lê Quý Đôn, Ninh Thuận                                           |
| 11  | Nguyễn Hữu Việt Khuê                     | Trường THPT Đông Thành, Quảng Ninh                                                  |
| 11  | Lưu Minh Vũ                              | Trường THPT Tiên Lãng, Hải Phòng                                                    |
| 11  | Nguyễn Khắc Cường                        | Trường THPT chuyên Quốc Học Huế, Thừa Thiên Huế                                     |
| 12  | Phan Quỳnh Trang                         | Trường THPT chuyên Nguyễn Tất Thành, Kon Tum                                        |
| 12  | Trần Quang Minh                          | Trường THPT chuyên Nguyễn Bỉnh Khiêm, Quảng Nam                                     |
| 12  | Nguyễn Hoàng Linh                        | Trường THPT Hòn Gai, Quảng Ninh                                                     |
| 12  | Nguyễn Khắc Cường                        | Trường Phổ thông Năng khiếu, Đại học Quốc gia TP.HCM                                |
| 13  | Dương Hồng Phúc                          | Trường Phổ thông Năng khiếu, Đại học Quốc gia TP.HCM                                |
| 13  | Nguyễn Diệp Chi                          | Trường THPT chuyên Khoa học Tự nhiên, Đại học Quốc gia Hà Nội                       |
| 13  | Hoàng Trung Nghĩa                        | Trường THPT Phan Đăng Lưu, Nghệ An                                                  |
| 13  | Trần Hồng Ngọc                           | Trường THPT chuyên Bắc Giang                                                        |
| 14  | Hoàng Trung Nghĩa                        | Trường THPT Cầu Xe, Hải Dương                                                       |
| 14  | Trần Quang Minh                          | Trường THPT chuyên Lê Quý Đôn, Điện Biên                                            |
| 14  | Phan Quỳnh Trang                         | Trường Phổ thông Năng khiếu, Đại học Quốc gia TP.HCM                                |
| 14  | Trần Hồng Ngọc                           | Trường THPT chuyên Tiền Giang                                                       |
| 15  | Vũ Thu Trang, Hoàng Rapper (phụ dẫn)     | Trường Phổ thông Năng khiếu, Đại học Quốc gia TP.HCM                                |
| 15  | Nguyễn Hoàng Linh                        | Trường THPT chuyên Trần Hưng Đạo, Bình Thuận                                        |
| 15  | Trần Hồng Ngọc                           | Trường THPT Thị xã Quảng Trị, Quảng Trị                                             |
| 15  | Bùi Đức Bảo                              | Trường THPT Kim Sơn A, Ninh Bình                                                    |
| 16  | Trần Hồng Ngọc, Lưu Minh Vũ (phụ dẫn)    | Trường THPT chuyên Lê Hồng Phong, Nam Định                                          |
| 16  | Bùi Đức Bảo                              | Trường THPT chuyên Quốc Học Huế, Thừa Thiên Huế                                     |
| 16  | Phan Quỳnh Trang                         | Trường THPT chuyên Nguyễn Du, Đắk Lắk                                               |
| 16  | Bùi Mai Trang                            | Trường THPT chuyên Hà Nội – Amsterdam                                               |
| 17  | Dương Sơn Lâm                            | Trường THPT Hải Lăng, Quảng Trị                                                     |
| 17  | Trần Hồng Ngọc                           | Trường THPT Sóc Sơn, Hà Nội                                                         |
| 17  | Nguyễn Hoàng Linh                        | Trường THPT chuyên Trần Hưng Đạo, Bình Thuận                                        |
| 17  | Bùi Mai Trang                            | Trường THPT chuyên Hà Nội – Amsterdam                                               |
| 18  | Trần Hồng Ngọc                           | Cung thể thao Tiên Sơn, Đà Nẵng                                                     |
| 18  | Dương Sơn Lâm                            | Trung tâm Truyền hình Việt Nam tại TP.HCM                                           |
| 18  | Bùi Mai Trang                            | Quảng trường 30/10, TP. Hạ Long, Quảng Ninh                                         |
| 18  | Nguyễn Hoàng Linh, Lưu Minh Vũ (phụ dẫn) | Quảng trường Giải Phóng, Thị xã Quảng Trị, Quảng Trị                                |
| 19  | Nguyễn Hoàng Linh                        | Quảng trường Hồ Chí Minh, TP. Vinh, Nghệ An                                         |
| 19  | Trần Hồng Ngọc                           | TP. Nha Trang, Khánh Hòa                                                            |
| 19  | Bùi Đức Bảo                              | Công viên Lưu Hữu Phước, Cần Thơ                                                    |
| 19  | Bùi Mai Trang                            | Trung tâm Văn hóa tỉnh Đắk Lắk, TP. Buôn Ma Thuột, Đắk Lắk                          |
| 20  | Trần Quang Minh                          | Trường THPT Thị xã Quảng Trị, Quảng Trị                                             |
| 20  | Trần Hồng Ngọc                           | Trường THPT Ngô Gia Tự, Đắk Lắk                                                     |
| 20  | Bùi Mai Trang                            | Trường THPT Kim Sơn A, Ninh Bình                                                    |
| 20  | Nguyễn Hoàng Linh                        | Trường THPT chuyên Đại học Sư phạm Hà Nội                                           |
| 21  | Bùi Mai Trang                            | Khuôn viên đền Trần Hưng Đạo, Thị xã Quảng Yên, Quảng Ninh                          |
| 21  | Dương Sơn Lâm                            | Trường THPT chuyên Ngoại ngữ, Đại học Ngoại ngữ – Đại học Quốc gia Hà Nội           |
| 21  | Trần Hồng Ngọc                           | Sân Đài Truyền hình Việt Nam, Hà Nội                                                |
| 21  | Trần Khánh Vy                            | Trường THPT chuyên Phan Bội Châu, Nghệ An                                           |
| 22  | Trần Hồng Ngọc                           | Khu lưu niệm Nhà bác học Lê Quý Đôn, Hưng Hà, Thái Bình                             |
| 22  | Bùi Đức Bảo                              | Quảng trường Nhà hát Lớn Hải Phòng                                                  |
| 22  | Nguyễn Tuyết Ngân                        | Quảng trường Tây Bắc, Sơn La                                                        |
| 22  | Nguyễn Hoàng Linh                        | Văn Miếu – Quốc Tử Giám                                                             |
| 23  | Trần Hồng Ngọc, Hà Việt Hoàng (phụ dẫn)  | Khu di tích Quốc gia đặc biệt đền Sóc, Hà Nội                                       |
| 23  | Nguyễn Tuyết Ngân                        | Trường THPT chuyên Quốc Học Huế, Thừa Thiên Huế                                     |
| 23  | Dương Sơn Lâm                            | Quảng trường Lam Sơn, Thanh Hóa                                                     |
| 23  | Nguyễn Thị Huyền Trang (Mù Tạt)          | Khu di tích Trạng Trình Nguyễn Bỉnh Khiêm, Hải Phòng                                |
| 24  | Phạm Công Tố                             | Văn Miếu – Quốc Tử Giám, Hà Nội                                                     |
| 24  | Dương Sơn Lâm                            | Quảng trường Ngọ Môn, TP. Huế, Thừa Thiên Huế                                       |
| 24  | Nguyễn Hoàng Linh                        | Nhà thi đấu Lê Trung Kiên, TP. Tuy Hòa, Phú Yên                                     |
| 24  | Trần Hồng Ngọc                           | Quảng trường Đại Đoàn Kết, TP. Pleiku, Gia Lai                                      |

## Các thí sinh đạt điểm số cao
Tính đến nay, quán quân đạt điểm số cao nhất trong các trận chung kết năm là Hồ Đắc Thanh Chương – quán quân năm thứ 16 với số điểm 340 tại trận chung kết.
Ngoài tâm điểm là các trận chung kết, chương trình Đường lên đỉnh Olympia còn chứng kiến nhiều điểm số kỷ lục, được các thi sinh thiết lập trong các trận Tuần – Tháng và Quý trong suốt thời gian phát sóng. Dưới đây là những thí sinh đạt điểm cao nhất.
| Hạng | Tên thí sinh            | Năm | Điểm | Trường                                             |
| ---- | ----------------------- | --- | ---- | -------------------------------------------------- |
| 1    | Huỳnh Nguyễn Hồng Chiến | 15  | 460  | THPT chuyên Lê Quý Đôn, Ninh Thuận                 |
| 1    | Phan Đăng Nhật Minh     | 17  | 460  | THPT Hải Lăng, Quảng Trị                           |
| 1    | Nguyễn Bá Vinh          | 19  | 460  | THPT chuyên Lý Tự Trọng, Cần Thơ                   |
| 4    | Nguyễn Hoàng Minh       | 19  | 410  | THPT Trần Phú – Hoàn Kiếm, Hà Nội                  |
| 4    | Nguyễn Thiện Hải An     | 21  | 410  | THPT chuyên Khoa học Tự nhiên, ĐHQG Hà Nội, Hà Nội |
| 6    | Võ Thành Trung          | 19  | 400  | THPT chuyên Tiền Giang, Tiền Giang                 |
| 6    | Hồ Lê Minh Quân         | 20  | 400  | THPT chuyên Lê Quý Đôn, Khánh Hòa                  |
| 6    | Vũ Công Thành           | 21  | 400  | THPT Chu Văn An, Hà Nội                            |
| 9    | Nguyễn Minh Quang       | 12  | 395  | THPT chuyên Quốc học, Thừa Thiên – Huế             |
| 10   | Nguyễn Tài Thu          | 12  | 390  | THPT chuyên Chu Văn An, Lạng Sơn                   |
| 10   | Phạm Triều Dương        | 13  | 390  | THPT chuyên Thái Bình, Thái Bình                   |
| 10   | Nguyễn Viết Hà          | 21  | 390  | THPT Hoàng Mai, Nghệ An                            |
| 10   | Đỗ Hồng Liên            | 21  | 390  | THPT Mê Linh, Hà Nội                               |
| 10   | Nguyễn Tuấn Minh        | 24  | 390  | THPT Chu Văn An, Hà Nội                            |
| 14   | Phạm Vũ Lộc             | 8   | 385  | THPT chuyên Hà Nội – Amsterdam, Hà Nội             |
| 14   | Vũ Quốc Anh             | 20  | 385  | THPT Ngô Gia Tự, Đắk Lắk                           |
| 14   | Lê Minh                 | 20  | 385  | THPT Sơn Tây, Hà Nội                               |
| 17   | Phạm Hải Việt           | 11  | 380  | THPT Đông Triều, Quảng Ninh                        |
| 17   | Lê Duy Bách             | 16  | 380  | THPT chuyên Hà Nội – Amsterdam, Hà Nội             |
| 17   | Chu Đức Huy             | 19  | 380  | THPT Sóc Sơn, Hà Nội                               |
| 17   | Nguyễn Ngọc Dũng        | 21  | 380  | THPT Thanh Hà, Hải Dương                           |
| 21   | Nguyễn Hoàng Khánh      | 21  | 375  | THPT Bạch Đằng, Quảng Ninh                         |
| 22   | Phan Đoàn Phú Quốc      | 11  | 370  | THPT chuyên Lý Tự Trọng, Cần Thơ                   |
| 22   | Đặng Hoàng Đức          | 17  | 370  | THPT chuyên Quốc học, Thừa Thiên – Huế             |
| 22   | Hoàng Đức Thuận         | 17  | 370  | THPT chuyên Hùng Vương, Phú Thọ                    |
| 22   | Đỗ Mạnh Việt            | 17  | 370  | THPT chuyên Lam Sơn, Thanh Hóa                     |
| 22   | Nguyễn Hoàng Cường      | 18  | 370  | THPT Hòn Gai, Quảng Ninh                           |
| 22   | Nguyễn Nhật Hoàng       | 18  | 370  | THPT chuyên Lê Hồng Phong, Nam Định                |
| 22   | Trần Thiên Phúc         | 20  | 370  | THPT chuyên Trần Đại Nghĩa, TP.HCM                 |
| 29   | Đinh Khắc Nhàn          | 8   | 365  | THPT Huỳnh Thúc Kháng, Nghệ An                     |
| 30   | Lê Hoàng Hải            | 7   | 360  | THPT chuyên Lý Tự Trọng, Cần Thơ                   |
| 30   | Văn Viết Đức            | 15  | 360  | THPT Thị xã Quảng Trị, Quảng Trị                   |
| 30   | Vũ Tiến Anh             | 17  | 360  | THPT chuyên Khoa học Tự nhiên, ĐHQG Hà Nội, Hà Nội |
| 30   | Lê Vũ Quỳnh Hương       | 20  | 360  | THPT Phan Chu Trinh, Quảng Nam                     |
| 30   | Hoàng Anh Quân          | 20  | 360  | THPT Nguyễn Huệ, Thừa Thiên – Huế                  |
| 30   | Bùi Toàn Thắng          | 20  | 360  | THPT chuyên Trần Phú, Hải Phòng                    |